# Командный чемпионат мира по спортивной ходьбе 2018
Командный чемпионат мира по спортивной ходьбе 2018 прошёл 5—6 мая в Тайцане (Китай). Турнир состоялся в этом городе во второй раз в истории (впервые это произошло в 2014 году). Сильнейших выявляли взрослые спортсмены и юниоры до 20 лет (1999 года рождения и моложе). Были разыграны 12 комплектов медалей (по 6 в личном и командном зачёте).

## Выбор места проведения
Изначально турнир должен был пройти в российском городе Чебоксары. Столица Чувашии получила право проведения двух подряд Кубков мира по спортивной ходьбе (2016, 2018) 15 ноября 2013 года на Совете ИААФ в Монако в отсутствие других кандидатов. Однако в ноябре 2015 года в результате допингового скандала членство Всероссийской федерации лёгкой атлетики в ИААФ было временно приостановлено, а Чебоксары лишены статуса организатора Кубка мира по ходьбе.
Новый хозяин командного чемпионата был определён 30 ноября 2016 года на Совете ИААФ. Им стал китайский Тайцан, где ежегодно проходит этап Гран-при ИААФ по спортивной ходьбе.

## Допуск российских легкоатлетов
Во второй раз подряд в чемпионате не принимала участие сборная России. Отстранение российских легкоатлетов от международных стартов, инициированное ИААФ в ноябре 2015 года в связи с допинговым скандалом, в очередной раз было оставлено в силе 6 марта 2018 года из-за невыполнения критериев по восстановлению прав национальной федерации.
В индивидуальном порядке международная федерация допустила к стартам в Тайцане семь российских ходоков, которые получили возможность выступить в качестве нейтральных атлетов. Однако за неделю до начала турнира их участие было поставлено под сомнение: 28 апреля 2018 года в киргизском Караколе сотрудники Российского антидопингового агентства обнаружили факт сотрудничества группы спортсменов с тренером Виктором Чёгиным, пожизненно дисквалифицированным в 2016 году за многочисленные допинговые нарушения его воспитанников. В числе этих спортсменов были и те, кто ранее получил допуск к международным стартам. Комментируя данную ситуацию, представитель ИААФ отметил, что организация «оставляет за собой право пересматривать решения о предоставлении легкоатлетам нейтрального статуса, в том числе после получения новой информации об этих легкоатлетах».
4 мая, за день до старта соревнований, ИААФ отозвала допуск у пяти российских ходоков, находившихся на сборе в Караколе одновременно с Чёгиным. Из стартовых протоколов командного чемпионата мира были исключены Сергей Широбоков, Сергей Шарыпов, Клавдия Афанасьева, Ольга Елисеева и Юлия Липанова. Таким образом, в Тайцане смогли выступить только Василий Мизинов (20 км, 16-е место) и Яна Смердова (20 км, 26-е место).

## Изменения в программе соревнований
В программе командных чемпионатов мира дебютировали соревнования у женщин в ходьбе на 50 километров. На прошлом чемпионате впервые в истории турнира эту дистанцию вместе с мужчинами преодолевала одна женщина, американка Эрин Талкотт. С 2018 года женский зачёт на 50 километров был выделен отдельно.
Впервые на турнире использовалась штрафная зона («пит-лейн», пункт 230.7(c) правил ИААФ). Каждый ходок, получивший три предупреждения за технику ходьбы, должен был остановиться в этой зоне на определённый промежуток времени (на дистанции 10 км — 1 минута, 20 км — 2 минуты, 50 км — 5 минут), после чего мог продолжить участие. Четвёртое замечание заканчивалось для спортсмена дисквалификацией. Ранее это правило применялось в основном в юношеских и юниорских соревнованиях; на главных турнирах среди взрослых три предупреждения сразу приводили к дисквалификации.

## Соревнования
Как и в 2014 году, двухкилометровая трасса была проложена по центру Тайцана, старт и финиш находились возле городской библиотеки. Соревнования первого дня прошли при дождливой и ветреной погоде, второго дня — в более комфортных условиях, без дождя и ветра, но при высокой влажности.
Каждая команда могла выставить до пяти спортсменов в каждый из взрослых заходов и до трёх в юниорских соревнованиях. Лучшие в командном зачёте определялись по сумме мест трёх лучших спортсменов среди взрослых и двух лучших — среди юниоров.
На старт вышли 362 ходока из 46 стран мира (156 мужчин, 116 женщин, 48 юниоров и 42 юниорки).
В женском заходе на 50 км китаянка Лян Жуй установила новый мировой рекорд — 4:04.36. Прежняя рекордсменка Инеш Энрикеш долгое время также была в группе лидеров, но сошла с дистанции после 29 километров.
Хирооки Араи стал первым японцем, победившим на командном чемпионате мира (Кубке мира) по ходьбе в индивидуальном зачёте. Второе и третье места на дистанции 50 км у мужчин также заняли соотечественники Араи. С самого старта пять японских ходоков ушли в отрыв, который остальные участники не смогли ликвидировать до самого финиша. Таким образом, Япония стала второй страной в истории турнира, чьи представители заняли весь пьедестал в ходьбе на 50 км: первой была ГДР в 1987 году.
В женском заходе на 20 км Мария Гонсалес защитила титул победительницы командного чемпионата мира, опередив хозяев соревнований Цеян Шэньцзе и чемпионку мира Ян Цзяюй. В этой же дисциплине среди мужчин продолжили переписывать историю японские ходоки. 20-летний Коки Икэда принёс своей стране первую победу в истории соревнований на дистанции 20 км и внёс также вклад в командное чемпионство.
Всего на турнире в Тайцане сборная Японии завоевала пять индивидуальных медалей (и три командных), при этом за 27 предыдущих розыгрышей Кубка мира по ходьбе на её счету была только одна личная награда и две командных.

## Расписание
| Дата       | Время | Заход                       |
| ---------- | ----- | --------------------------- |
| 5 мая 2018 | 08:00 | 50 км мужчины 50 км женщины |
| 5 мая 2018 | 15:30 | 10 км юниоры                |
| 5 мая 2018 | 16:30 | 20 км женщины               |
| 6 мая 2018 | 09:00 | 10 км юниорки               |
| 6 мая 2018 | 10:10 | 20 км мужчины               |

Время местное (UTC+8)

## Медалисты
Сокращения: WR — мировой рекорд | AR — рекорд континента | NR — национальный рекорд | WJR — мировой рекорд среди юниоров | AJR — континентальный рекорд среди юниоров | NJR — национальный рекорд среди юниоров | CR — рекорд соревнований
Курсивом выделены участники, чей результат не пошёл в зачёт команды

### Мужчины и юниоры
| Дисциплина             | Золото                                                                                       | Золото   | Серебро                                                                                              | Серебро  | Бронза                                                      | Бронза    |
| ---------------------- | -------------------------------------------------------------------------------------------- | -------- | --- | -------- | ----------------------------------------------------------- | --------- |
| 20 км                  | Коки Икэда Япония                                                                            | 1:21.13  | Ван Кайхуа Китай                                                                                     | 1:21.22  | Массимо Стано Италия                                        | 1:21.33   |
| 20 км (команды)        | Япония · Коки Икэда · Тосикадзу Яманиси · Исаму Фудзисава · Эйки Такахаси · Дайсукэ Мацунага | 12 очков | Италия · Массимо Стано · Франческо Фортунато · Джорджо Рубино                                        | 29 очков | Китай · Ван Кайхуа · Цзинь Сянцянь · Ню Вэньчао · Гао Инчао | 42 очка   |
| 50 км                  | Хирооки Араи Япония                                                                          | 3:44.25  | Хаято Кацуки Япония                                                                                  | 3:44.31  | Сатоси Маруо Япония                                         | 3:44.52   |
| 50 км (команды)        | Япония · Хирооки Араи · Хаято Кацуки · Сатоси Маруо · Юки Ито                                | 6 очков  | Украина · Марьян Закальницкий · Иван Банзерук · Валерий Литанюк · Андрей Гречковский · Игорь Сахарук | 29 очков | Польша · Рафал Аугустин · Рафал Сикора · Адриан Блоцкий     | 37 очков  |
| Юниоры 10 км           | Чжан Яо Китай                                                                                | 40.07    | Ван Чжаочжао Китай                                                                                   | 40.12    | Хосе Эдуардо Ортис Гватемала                                | 40.17 NJR |
| Юниоры 10 км (команды) | Китай · Чжан Яо · Ван Чжаочжао · Сунь Шуай                                                   | 3 очка   | Япония · Сё Сакадзаки · Хирото Дзюсё · Такуми Судзуки                                                | 14 очков | Австралия · Кайл Суон · Деклан Тингей · Митчелл Бейкер      | 24 очка   |

### Женщины и юниорки
| Дисциплина              | Золото                                                          | Золото        | Серебро | Серебро  | Бронза                                                                                          | Бронза     |
| ----------------------- | --------------------------------------------------------------- | ------------- | --- | -------- | ----------------------------------------------------------------------------------------------- | ---------- |
| 20 км                   | Мария Гонсалес Мексика                                          | 1:26.38       | Цеян Шэньцзе Китай                                                                                          | 1:27.06  | Ян Цзяюй Китай                                                                                  | 1:27.22    |
| 20 км (команды)         | Китай · Цеян Шэньцзе · Ян Цзяюй · Ван На · Ван Инлю · Ян Люцзин | 17 очков      | Италия · Элеонора Джорджи · Валентина Траплетти · Антонелла Пальмизано · Элеонора Доминичи · Николь Коломби | 38 очков | Испания · Мария Перес · Лаура Гарсия-Каро · Ракель Гонсалес · Лидия Санчес-Пуэбла · Аманда Кано | 40 очков   |
| 50 км                   | Лян Жуй Китай                                                   | 4:04.36 WR CR | Инь Хан Китай                                                                                               | 4:09.09  | Клер Таллент Австралия                                                                          | 4:09.33 AR |
| 50 км (команды)         | Китай · Лян Жуй · Инь Хан · Ма Файин · Ли Маоцо                 | 8 очков       | Эквадор · Паола Перес · Хоана Ордоньес · Магали Бонилья                                                     | 21 очко  | Украина · Кристина Юдкина · Василина Витовщик · Алина Цвилий · Людмила Шелест · Ксения Радько   | 40 очков   |
| Юниорки 10 км           | Алегна Гонсалес Мексика                                         | 45.08 AJR     | Гленда Морехон Эквадор                                                                                      | 45.13    | Нанако Фудзии Япония                                                                            | 45.29      |
| Юниорки 10 км (команды) | Китай · Ли Вэньсю · Ма Ли · Ян Вэйвэй                           | 10 очков      | Эквадор · Гленда Морехон · Паула Торрес                                                                     | 13 очков | Турция · Мерьем Бекмез · Айше Текдаль                                                           | 15 очков   |